# 奧克格羅夫 (佛羅里達州哈迪縣)
奧克格羅夫（英語：Oak Grove）是位於美國佛羅里達州哈迪縣的一個非建制地區。該地的面積和人口皆未知。

## 地理
奧克格羅夫的座標為27°28′56″N 81°52′17″W / 27.48222°N 81.87139°W，而該地的平均海拔高度為28米（即92英尺）。